# 戴夫·费多尔
塞缪尔·戴维·费多尔（英語：Samuel David Fedor，1940年12月10日—），美国NBA联盟前职业篮球运动员。他在1962年的NBA选秀中第3轮第23顺位被旧金山勇士选中。